# Syrkowice
Syrkowice (deutsch Zürkow) ist ein Dorf in der Woiwodschaft Westpommern in Polen. Das Dorf gehört zur Gmina Karlino (Stadt- und Landgemeinde Körlin) im Powiat Białogardzki (Belgarder Kreis).

## Geographische Lage
Syrkowice liegt in Hinterpommern, etwa 115 km nordöstlich von Stettin und etwa 20 km südöstlich von Kołobrzeg (Kolberg). Etwa 1 km westlich des Dorfes entfernt verläuft von Nordwest nach Südost die Woiwodschaftsstraße 163, deren Verlauf hier der ehemaligen Reichsstraße 124 entspricht.
Die nächsten Nachbarorte sind im Nordwesten an der Woiwodschaftsstraße Łykowo (Leikow), im Nordosten Mierzyn (Alt Marrin) im Südosten Daszewo (Dassow) und im Südwesten jenseits der Woiwodschaftsstraße Poczernino (Putzernin).

## Geschichte
Zürkow wurde erstmals im Jahre 1227 erwähnt. Damals schenkten Herzog Barnim I. von Pommern und seine Mutter Miroslawa von Pommerellen dem 1224 gegründeten Kloster Marienbusch mehrere Dörfer, darunter das damals „Surkowic“ genannte Dorf. Später erschien Zürkow im Besitz des Klosters Belbuck.
Auf der Lubinschen Karte von 1618 ist das Dorf als „Sukow“ eingetragen.
Jedenfalls seit dem 17. Jahrhundert war der Besitz von Zürkow in zwei Anteile geteilt:
Zürkow A bestand aus vier Bauernstellen und war ein Lehen der adligen Familie Blankenburg. Im Jahre 1767 verkauften die Besitzer von Zürkow A die vier Bauernhöfe an drei Freimänner namens Hans Schünemann, Joachim Christian Schünemann und Jacob Conrad.
Zürkow B bestand aus zwei Bauernstellen. Es teilte lange Zeit die Besitzgeschichte des benachbarten Putzernin. Beide gehörten vor der Reformation dem Kolberger Domkapitel, wurden ein Lehen der adligen Familie von Damitz, wurden dann als Lehen an Generalmajor Hans Friedrich von Platen (* 1668;† 1743) vergeben und wurden von dessen Sohn Dubislaw von Platen 1773 an eine Johanna Regina Wißmann verkauft.
In Ludwig Wilhelm Brüggemanns Ausführlicher Beschreibung des gegenwärtigen Zustandes des Königlich-Preußischen Herzogtums Vor- und Hinterpommern (1784) wird Zürkow unter den adligen Gütern des Fürstentums Cammin aufgeführt. Damals gab es hier sechs Bauern und insgesamt 17 Haushaltungen („Feuerstellen“).
Im 19. Jahrhundert veränderte sich der Charakter von Zürkow radikal: Die Bauernhöfe verschwanden und es entstand ein einziger großer Gutsbetrieb. Nach mehreren Besitzwechseln kaufte nach dem Ersten Weltkrieg ein Werner von Sanden das Gut Zürkow und besaß es bis 1945.
Zürkow bildete lange Zeit einen eigenen Gutsbezirk, der eine Fläche von 430 ha umfasste (Stand 1925). Mit der Auflösung der Gutsbezirke in Preußen wurde der Gutsbezirk Zürkow im Jahre 1929 in die Landgemeinde Leikow eingegliedert, ebenso wie gleichzeitig der benachbarte Gutsbezirk Putzernin.
Bis 1945 gehörte Zürkow als Teil der Landgemeinde Leikow zum Landkreis Kolberg-Körlin in der preußischen Provinz Pommern.
1945 kam Zürkow, wie ganz Hinterpommern, an Polen. Die Bevölkerung wurde vertrieben und durch Polen ersetzt. Der Ortsname wurde zu „Syrkowice“ polonisiert.
Das Dorf gehört heute zur Gmina Karlino (Stadt- und Landgemeinde Körlin), in der es ein eigenes Schulzenamt bildet, zu dem auch Poczernino (Putzernin) gehört.

## Entwicklung der Einwohnerzahlen
- 1816: 076 Einwohner[5]
- 1855: 113 Einwohner[5]
- 1864: 133 Einwohner[5]
- 1895: 115 Einwohner[5]
- 1919: 143 Einwohner[5]
- 1925: 163 Einwohner[5]